# DC Universe (franchise)
Het DC Universe (DCU) is een Amerikaanse mediafranchise over een reeks van superheldenfilms en televisieseries die zich afspelen in een gedeeld fictief universum. De films en series zijn gebaseerd op de stripboeken van DC Comics. 

## Geschiedenis
Het DCU werd opgericht door James Gunn en Peter Safran, CEO's van DC Studios en is een soft reboot van een eerdere franchise, het DC Extended Universe (DCEU), waarbij bepaalde castleden en verhaalelementen behouden blijven, maar andere worden genegeerd. In tegenstelling tot de eerdere DC Comics-adaptaties, biedt het DCU een consistente continuïteit en verhaallijn in live-actionfilms, televisie, animatie en videogames. Gelijktijdige DC-adaptaties die niet in deze continuïteit passen, worden "DC Elseworlds" genoemd.
Nadat Discovery, Inc. en WarnerMedia fuseerden tot Warner Bros. Discovery (WBD), onthulde CEO David Zaslav een plan om het DC-merk nieuw leven in te blazen na de slechte ontvangst van het DCEU. Gunn en Safran werden in november 2022 aangesteld om leiding te geven aan de nieuw opgerichte DC Studios, nadat ze aan verschillende DCEU-projecten hadden gewerkt, waaronder de film The Suicide Squad (2021) en de spin-offserie Peacemaker (2022-heden). Het duo werkte enkele maanden samen met een groep schrijvers aan het ontwikkelen van het overkoepelende verhaal voor een nieuwe DC-continuïteit, met een combinatie van populaire en obscure DC-personages. Sommige DCEU-projecten in ontwikkeling werden stopgezet ten gunste van nieuwe versies, terwijl andere, waaronder Peacemaker, binnen de nieuwe franchise werden voortgezet. Bepaalde DCEU-acteurs hernemen hun rollen in het DCU, terwijl anderen een nieuwe rol krijgen. Gunn en Safran wilden zich concentreren op de verhaalbehoeften in plaats van makers te dwingen hun projecten af te ronden om aan specifieke releasedata te voldoen.
Het verhaal van de DCU is verdeeld in hoofdstukken, te beginnen met "Gods and Monsters", dat in 2024 begon met de animatieserie Creature Commandos. Gunn en Safran beschouwen de eerste film van het hoofdstuk, Superman uit 2025, als het echte begin van het DCU.

## Films
| Film                           | Premièredatum | Regisseur(s) | Schrijver(s) |
| ------------------------------ | ------------- | ------------ | ------------ |
| Hoofdstuk 1: Gods and Monsters |               |              |              |
| Superman                       | 11 juli 2025  | James Gunn   | James Gunn   |

## Televisieseries (HBO Max)
| Series                         | Verschijningsdatum | Verschijningsdatum | Afleveringen | Regisseur(s) | Hoofdschrijver |
| Series                         | Eerste aflevering  | Laatste aflevering | Afleveringen | Regisseur(s) | Hoofdschrijver |
| ------------------------------ | ------------------ | ------------------ | ------------ | ------------ | -------------- |
| Hoofdstuk 1: Gods and Monsters |                    |                    |              |              |                |
| Creature Commandos             | 5 december 2024    | 9 januari 2025     | 7            | Dean Lorey   | James Gunn     |

## Rolverdeling
- In deze lijst zijn enkel acteurs van personages opgenomen die in de zogenoemde "billed cast" staan. Daarnaast zijn ook de acteurs van personages die in meerdere films en/of televisieseries binnen het DCU terugkeren inbegrepen. Nog niet uitgebrachte films of series zijn niet inbegrepen.

| Personages                    | Hoofdstuk 1: Gods and Monsters | Hoofdstuk 1: Gods and Monsters |
| Personages                    | Creature Commandos             | Superman                       |
| ----------------------------- | ------------------------------ | ------------------------------ |
| Rick Flag Sr.                 | Frank Grillo (stem)            | Frank Grillo                   |
| The Bride                     | Indira Varma (stem)            |                                |
| John Doe Weasel               | Sean Gunn (stem)               |                                |
| Alex Sartorius Dr. Phosphorus | Alan Tudyk (stem)              |                                |
| Nina Mazursky                 | Zoë Chao (stem)                |                                |
| Eric Frankenstein             | David Harbour (stem)           |                                |
| G.I. Robot                    | Sean Gunn (stem)               |                                |
| Clark Kent Superman           |                                | David Corenswet                |
| Lois Lane                     |                                | Rachel Brosnahan               |
| Lex Luthor                    |                                | Nicholas Hoult                 |
| Michael Holt Mr. Terrific     |                                | Edi Gathegi                    |
| Rex Mason Metamorpho          |                                | Anthony Carrigan               |
| Guy Gardner Green Lantern     |                                | Nathan Fillion                 |
| Kendra Saunders Hawkgirl      |                                | Isabela Merced                 |